# Цуккалмальо, Антон Вильгельм Флорентин фон
Антон Вильгельм Флорентин фон Цуккалмальо (12 апреля 1803, Вальдбрёль — 23 марта 1869, Нахродт-Виблингверде) — германский поэт и писатель

, собиратель и исследователь народных песен, музыкант и композитор. Был известен под псевдонимом «Вильгельм Вальдбрёль».

## Биография
Антон Вильгельм Флорентин фон Цуккалмальо родился в семье чиновника, в детстве был вынужден переезжать с родителями в связи с переводами отца по службе: ещё в первый год жизни семья переехала в Опладен, в 1804 году — в Шлебуш, где он провёл большую часть детства. Среднее образование получил в гимназии в Кёльне. В 1825 году вместе с братом Винценцом поступил в Гейдельбергский университет изучать право и в период обучения часто посещал местный музыкальный клуб, знакомясь там с церковной музыкой и обучаясь пению и игре на музыкальных инструментах. 
В 1832 году был приглашён в Российскую империю гувернёром в семью князя Горчакова, бывшего тогда губернатором польских территорий. До 1839 года жил в Варшаве и усилиями князя получил степень доктора музыковедения. Затем вернулся в Шлебуш, до 1847 года был преподавателем, затем вновь занялся репетиторством в богатых семьях Южной Германии, Рейнланда и Вестфалии, занимаясь этим до конца жизни.
Народные песни стал собирать вместе с братом ещё с юности, первое издание 317 собранных им песен было осуществлено в 1838 году в Варшаве, когда он служил в семье Горчаковых. Стихотворения и другие поэтические произведения Цуккалмальо были изданы в нескольких сборниках: «Slawische Balalaika» (1843); «Mosellieder» (2 издания, 1859), «Rhingischer Klaaf» (песни рейнской Франконии, 1869); «Kinderkomödien» (1870) и так далее.